# Ashtabula (geslacht)
Ashtabula is een geslacht van spinnen uit de familie springspinnen (Salticidae).

## Soorten
De volgende soorten zijn bij het geslacht ingedeeld:
- Ashtabula bicristata (Simon, 1901)
- Ashtabula cuprea Mello-Leitão, 1946
- Ashtabula dentata F. O. P.-Cambridge, 1901
- Ashtabula dentichelis Simon, 1901
- Ashtabula furcillata Crane, 1949
- Ashtabula glauca Simon, 1901
- Ashtabula montana Chickering, 1946
- Ashtabula sexguttata Simon, 1901
- Ashtabula zonura Peckham & Peckham, 1894